# Прем'єра
Прем'є́ра (фр. première — перший), першопóказ —
- перша вистава п'єси в театрі, естрадної, концертної або циркової програми, перший показ фільму. Іноді найменування прем'єра поширюється на кілька перших вистав. В широкому сенсі — перше представлення твору, товару тощо широкій публіці. Зазвичай прем'єри супроводжуються екстравагантними дійствами і мають суспільний резонанс.
- перен. Про появу чого-небудь нового, про початок чого-небудь.